# La Domenica Sportiva
La Domenica Sportiva (in acronimo DS, sottotitolato al 90esimo dal 2024) è un programma televisivo italiano di genere rotocalco, il più longevo attualmente esistente.
Il programma, dedicato prevalentemente al calcio, è prodotto da Rai Sport e va in onda in seconda serata dallo studio TV2 del Centro di produzione Rai di Milano.
Nato nel 1953, per oltre 40 anni è andato in onda su Rai 1; nel 1994 è passato di competenza alla Testata Giornalistica Sportiva, poi divenuta Rai Sport, e l'anno successivo è stato spostato su Rai 3 fino al 1998, per poi passare a Rai 2, che lo trasmette tuttora. Il 25 febbraio 2024 ha tagliato il traguardo delle 3500 puntate.

## Storia

### Dalle origini agli anni settanta
La Domenica Sportiva nasce presso la sede di Milano agli albori della televisione italiana. La prima puntata va in onda la sera dell'11 ottobre 1953: furono trasmesse le principali immagini (oggi si dicono anche "highlights") della partita di Serie A tra Inter e Fiorentina, della 50 km di marcia di Abbiategrasso e infine della gara ciclistica Tre Valli Varesine. Quando hanno ufficialmente inizio i programmi televisivi, il 3 gennaio 1954, la trasmissione è già arrivata alla tredicesima puntata.
Inizialmente il programma, in onda a chiusura delle trasmissioni domenicali e prima del Telegiornale della notte, era un breve notiziario contenente alcuni filmati e saltuari interventi di ospiti in studio; a partire dal 28 febbraio 1965 assume una nuova formula diventando una vera e propria trasmissione in diretta condotta in studio da Enzo Tortora, con la regia di Gianni Serra.
Da quel momento, oltre alle notizie sugli avvenimenti sportivi della giornata viene dato spazio ai commenti e agli approfondimenti e la presenza degli ospiti in studio diventa più frequente. Il 28 febbraio 1965 fu introdotta la moviola, un'innovazione tecnologica che con il tempo cambierà radicalmente le discussioni sul calcio. Attraverso questo strumento, quasi sempre un apparecchio Prevost, le azioni salienti delle partite di cartello possono essere mostrate al rallentatore, analizzate e discusse approfonditamente.

### Anni settanta

L'allenatore di calcio Nereo Rocco con i giornalisti Adriano De Zan e Beppe Viola negli studi della DS sul finire del 1978.

La moviola diventa come una "primadonna" e accresce la popolarità dei giornalisti Carlo Sassi e Bruno Pizzul, i quali si alternano nella conduzione dell'apposita rubrica, assistiti dal montatore Heron Vitaletti. La sera del 20 febbraio 1972, l'arbitro Concetto Lo Bello, messo di fronte alle immagini di calcio di rigore da lui negato al Milan nei confronti della Juventus, è costretto ad ammettere il proprio errore.
A partire da marzo 1976, in seguito alla riforma che sancisce la nascita di reti e testate giornalistiche autonome, la trasmissione viene prodotta dalla redazione sportiva del TG1, sotto la direzione del capo-redattore Tito Stagno. Tuttavia, una parte significativa della redazione che fino a quel momento aveva contribuito al programma decide di passare al TG2, dove lavorerà al programma concorrente Sport 7, che successivamente prenderà il nome di Domenica Sprint.
Nella stagione 1976-1977 viene trasmessa la prima puntata a colori. L'11 febbraio 1979, dopo 26 anni, la trasmissione non va in onda per la prima volta a causa di uno sciopero alla Rai di Milano; episodi simili si verificheranno altre sei volte nel corso della sua storia.

### Anni ottanta

Maria Teresa Ruta alla conduzione della DS nella seconda metà degli anni ottanta, insieme ai cestisti Roberto Premier, Mike D'Antoni e Bob McAdoo.

A partire dal 1981, la trasmissione ha affidato il ruolo di commentatrice tecnica a una donna, la cestista Mabel Bocchi, nell'ambito della rubrica curata da Aldo Giordani, celebre voce e volto della pallacanestro. Giordani ha gestito fino al 1989 la sezione dedicata al basket, con sintesi di partite di Serie A e A2.
Dal 1981 al 1996, la regia della trasmissione è stata affidata a Luciana Veschi D'Asnasch. Tra i registi che si sono avvicendati in precedenza vi sono stati Bruno Beneck, che contemporaneamente era presidente della Federazione Italiana Baseball, Enzo De Pasquale, Maria Maddalena Yon (per tre stagioni: 1976-77, 1978-79 e 1980-81), Osvaldo Prandoni, Giuliano Nicastro, Raoul Bozzi, Guido Tosi, Sergio Ledonne e Marisa Di Bitonto.
Il 17 ottobre 1982, La Domenica Sportiva subisce un lutto gravissimo con la scomparsa di Beppe Viola, giornalista e autore insostituibile, colpito da un ictus mentre stava montando le immagini della partita Inter-Napoli. Nonostante l'assenza del collega, Adriano De Zan conduce comunque la puntata, con Viola che fino ad allora affiancava Gianni Brera nel commento delle partite di Serie A.

### Anni novanta
Con l’ascesa delle televisioni commerciali e la nascita di trasmissioni calcistiche concorrenti, La Domenica Sportiva inizia a perdere progressivamente ascolti. Nell'agosto del 1993, l'introduzione della possibilità di seguire le partite di campionato in diretta tramite pay-tv costringe il programma a commentare immagini che gli spettatori hanno già visto più volte durante la giornata sportiva. 
Dall'agosto 1991, con la creazione della Testata Giornalistica Sportiva (TGS), poi divenuta Rai Sport, La DS, insieme agli altri programmi sportivi della RAI, viene realizzata dalla nuova struttura. Inizialmente, la produzione era gestita in collaborazione tra TGS e TG1, mentre dal 1994 la responsabilità è passata completamente a TGS-Rai Sport. Nella stagione 1996-1997, viene introdotta una nuova rubrica, la Rassegna stampa, curata dal critico televisivo Gianni Ippoliti, che ricopre anche il ruolo di co-conduttore.

### Anni 2000
Negli anni 2000, La Domenica Sportiva triplica la sua durata, trasformandosi in un programma principalmente dedicato alla discussione sulle grandi squadre storiche del calcio italiano, come Juventus, Inter e Milan. Il format viene strutturato in tre parti, intervallate dalle pause pubblicitarie. Oltre al calcio, con particolare attenzione alla Champions League, trovano spazio anche altri sport seguiti, come l'automobilismo e il motociclismo.
Nella stagione 2009-2010, sotto la conduzione di Massimo De Luca, La DS dedica la prima parte del programma, dalle 22:25 alle 23:30, al commento della partita di posticipo serale. Le novità introdotte includono l'analisi tattica del posticipo, curata dal consulente della Nazionale italiana Adriano Bacconi, e la soppressione della terza parte del programma, sostituita da un'edizione di Domenica Sprint alle 00:30, dedicata agli sport diversi dal calcio. Inoltre, viene introdotto il Teo Quiz, che utilizza episodi della moviola.

### Anni 2010
Dal 2011, Paola Ferrari assume la conduzione de La Domenica Sportiva, affiancata dal comico Gene Gnocchi.
Nel 2014, dopo l'uscita di Paola Ferrari, Sabrina Gandolfi prende le redini del programma. La regia passa a Claudio Sisto e, per la prima volta dalle edizioni condotte da Paolo Frajese negli anni '70, lo studio è privo di pubblico.
Nella stagione 2015-2016, il programma subisce un forte rinnovamento, sia nell’aspetto che nei contenuti: Alessandro Antinelli diventa il nuovo conduttore, affiancato dall'atleta paraolimpica Giusy Versace, e torna il pubblico in studio. Nella stagione successiva, 2016-2017, Giusy Versace è sostituita da Giorgia Cardinaletti, ex giornalista di Rai News 24. Nel 2017-2018, la Cardinaletti è affiancata da Riccardo Cucchi.
Nel 2018-2019, per il terzo anno consecutivo, Giorgia Cardinaletti è alla conduzione, con una nuova suddivisione del programma in due parti: La Domenica Sportiva, trasmessa dalle 22:30 alle 23:45, e L'Altra DS, condotta da Marco Lollobrigida, in onda dalle 23:45 alle 00:30. A partire dal 10 febbraio, L'Altra DS diventa la seconda parte del programma principale, con Luca Di Bella e Andrea Fusco che si alternano alla conduzione a partire dalle 00:50, dedicando più spazio al commento sugli altri sport.
La stagione 2019-2020 segna il ritorno di Paola Ferrari alla conduzione, dopo cinque anni, affiancata da Iacopo Volpi. Anche in questa edizione il programma è suddiviso in due blocchi: La Domenica Sportiva, condotta dalla Ferrari e Volpi, e L'Altra DS, presentata alternativamente da Cristina Caruso e Tommaso Mecarozzi.

### Anni 2020
Nella stagione 2020-2021, Iacopo Volpi è alla conduzione per il secondo anno consecutivo, e per la quarta volta in totale. Anche questa edizione è divisa in due blocchi: La Domenica Sportiva, condotta da Volpi, e L'Altra DS, affidata a Cristina Caruso e Tommaso Mecarozzi.
Nel 2021-2022, Volpi torna per la quinta volta come conduttore. Tra gli ospiti in studio figurano Alessandra d’Angiò, Eraldo Pecci, Ana Quiles, Massimiliano Saccani, Marco Tardelli, Emanuele Stivala e Fabio Tocco. La conduzione de L'Altra DS è nuovamente affidata a Cristina Caruso e Tommaso Mecarozzi.
La stagione 2022-2023 presenta un rinnovamento grafico, scenografico e nel cast. Alberto Rimedio diventa il nuovo conduttore, affiancato da Claudio Marchisio, Lia Capizzi, Carolina Morace e Ana Quiles. Il segmento L'Altra DS viene eliminato, e la trasmissione diventa un racconto unico che va in onda dalle 22:40 fino all'una di notte.
Nel 2023-2024, La Domenica Sportiva celebra il 70º anniversario con diverse novità, a partire dalla conduzione e dagli opinionisti, completamente rinnovati. Simona Rolandi conduce insieme all'ormai confermato Alberto Rimedio, accompagnati da Lele Adani, Eraldo Pecci e Adriano Panatta. Valeria Ciardiello e Lucilla Granata si uniscono al team, mentre Giusy Meloni si occupa della gestione della parte social. L'ex arbitro Mauro Bergonzi è il moviolista designato. Inoltre, torna il segmento L'Altra DS, condotto da Monica Matano. Per la stagione successiva, denominata La Domenica Sportiva al 90esimo, sono confermati la conduttrice e la squadra di opinionisti.
Per la stagione 2025-2026 la Rolandi è affiancata da Paolo Maggioni e il cast fisso è composto da Lele Adani, Adriano Panatta, Ciccio Graziani, Stefano Sorrentino, Mauro Bergonzi e Laura Barth.

## Edizioni
| Edizione | Stagione  | Conduzione               | Conduzione               | Conduzione           | Conduzione           |              |
| -------- | --------- | ------------------------ | ------------------------ | -------------------- | -------------------- | ------------ |
| 1ª       | 1953-1954 | -                        | -                        | -                    | -                    |              |
| 2ª       | 1954-1955 | -                        | -                        | -                    | -                    |              |
| 3ª       | 1955-1956 | -                        | -                        | -                    | -                    |              |
| 4ª       | 1956-1957 | -                        | -                        | -                    | -                    |              |
| 5ª       | 1957-1958 | -                        | -                        | -                    | -                    |              |
| 6ª       | 1958-1959 | -                        | -                        | -                    | -                    |              |
| 7ª       | 1959-1960 | -                        | -                        | -                    | -                    |              |
| 8ª       | 1960-1961 | -                        | -                        | -                    | -                    |              |
| 9ª       | 1961-1962 | -                        | -                        | -                    | -                    |              |
| 10ª      | 1962-1963 | -                        | -                        | -                    | -                    |              |
| 11ª      | 1963-1964 | -                        | -                        | -                    | -                    |              |
| 12ª      | 1964-1965 | Enzo Tortora             | Maria Grazia Picchetti   | Rosanna Vaudetti     | Rosanna Vaudetti     |              |
| 13ª      | 1965-1966 | Enzo Tortora             | Maria Grazia Picchetti   | Rosanna Vaudetti     | Rosanna Vaudetti     |              |
| 14ª      | 1966-1967 | Enzo Tortora             | Maria Grazia Picchetti   | Rosanna Vaudetti     | Rosanna Vaudetti     |              |
| 15ª      | 1967-1968 | Enzo Tortora             | Maria Grazia Picchetti   | Rosanna Vaudetti     | Rosanna Vaudetti     |              |
| 16ª      | 1968-1969 | Enzo Tortora             | Maria Grazia Picchetti   | Rosanna Vaudetti     | Rosanna Vaudetti     |              |
| 17ª      | 1969-1970 | Enzo Tortora             | Lello Bersani            | Lello Bersani        | Lello Bersani        |              |
| 18ª      | 1970-1971 | Alfredo Pigna            | Alfredo Pigna            | Alfredo Pigna        | Alfredo Pigna        |              |
| 19ª      | 1971-1972 | Alfredo Pigna            | Alfredo Pigna            | Alfredo Pigna        | Alfredo Pigna        |              |
| 20ª      | 1972-1973 | Alfredo Pigna            | Alfredo Pigna            | Alfredo Pigna        | Alfredo Pigna        |              |
| 21ª      | 1973-1974 | Alfredo Pigna            | Alfredo Pigna            | Alfredo Pigna        | Alfredo Pigna        |              |
| 22ª      | 1974-1975 | Paolo Frajese            | Paolo Frajese            | Paolo Frajese        | Paolo Frajese        |              |
| 23ª      | 1975-1976 | Paolo Frajese            | Paolo Frajese            | Paolo Frajese        | Paolo Frajese        |              |
| 24ª      | 1976-1977 | Adriano De Zan           | Adriano De Zan           | Nicola Pietrangeli   | Nicola Pietrangeli   |              |
| 25ª      | 1977-1978 | Adriano De Zan           | Adriano De Zan           | Adriano De Zan       | Adriano De Zan       |              |
| 26ª      | 1978-1979 | Adriano De Zan           | Adriano De Zan           | Adriano De Zan       | Adriano De Zan       |              |
| 27ª      | 1979-1980 | Tito Stagno              | Tito Stagno              | Tito Stagno          | Tito Stagno          |              |
| 28ª      | 1980-1981 | Tito Stagno              | Tito Stagno              | Tito Stagno          | Tito Stagno          |              |
| 29ª      | 1981-1982 | Adriano De Zan           | Beppe Viola              | Tito Stagno          | Tito Stagno          |              |
| 30ª      | 1982-1983 | Adriano De Zan           | Beppe Viola              | Tito Stagno          | Tito Stagno          |              |
| 31ª      | 1983-1984 | Alfredo Pigna            | Tito Stagno              | Mariolina Cannuli    | -                    |              |
| 32ª      | 1984-1985 | Alfredo Pigna            | Marino Bartoletti        | Mariolina Cannuli    | Maria Brivio         |              |
| 33ª      | 1985-1986 | Alfredo Pigna            | Tito Stagno              | Mariolina Cannuli    | Adriano De Zan       |              |
| 34ª      | 1986-1987 | Sandro Ciotti            | Sandro Ciotti            | Maria Teresa Ruta    | Maria Teresa Ruta    |              |
| 35ª      | 1987-1988 | Sandro Ciotti            | Sandro Ciotti            | Maria Teresa Ruta    | Maria Teresa Ruta    |              |
| 36ª      | 1988-1989 | Sandro Ciotti            | Sandro Ciotti            | Maria Teresa Ruta    | Maria Teresa Ruta    |              |
| 37ª      | 1989-1990 | Sandro Ciotti            | Sandro Ciotti            | Maria Teresa Ruta    | Maria Teresa Ruta    |              |
| 38ª      | 1990-1991 | Sandro Ciotti            | Sandro Ciotti            | Maria Teresa Ruta    | Maria Teresa Ruta    |              |
| 39ª      | 1991-1992 | Gianni Minà              | Gianni Minà              | Marina Perzy         | Aldo Agroppi         |              |
| 40ª      | 1992-1993 | Sandro Ciotti            | Sandro Ciotti            | Bruno Pizzul         | Simona Ventura       |              |
| 41ª      | 1993-1994 | Bruno Pizzul             | Bruno Pizzul             | Amedeo Goria         | Simona Ventura       |              |
| 42ª      | 1994-1995 | Gianfranco De Laurentiis | Gianfranco De Laurentiis | Alessandra Casella   | Alessandra Casella   | Carlo Longhi |
| 43ª      | 1995-1996 | Iacopo Volpi             | Iacopo Volpi             | Monica Leofreddi     |                      | Carlo Longhi |
| 44ª      | 1996-1997 | Paola Ferrari            | Paola Ferrari            | -                    |                      | Carlo Longhi |
| 45ª      | 1997-1998 | Paola Ferrari            | Paola Ferrari            | Giorgio Tosatti      |                      | Carlo Longhi |
| 46ª      | 1998-1999 | Paola Ferrari            | Paola Ferrari            | Giorgio Tosatti      | -                    | Carlo Longhi |
| 47ª      | 1999-2000 | Marco Mazzocchi          | Marco Mazzocchi          | Giorgio Tosatti      | Giorgio Tosatti      | Carlo Longhi |
| 48ª      | 2000-2001 | Marco Mazzocchi          | Marco Mazzocchi          | Giorgio Tosatti      | Giorgio Tosatti      | Carlo Longhi |
| 49ª      | 2001-2002 | Marco Mazzocchi          | Marco Mazzocchi          | Giorgio Tosatti      | Giorgio Tosatti      | Carlo Longhi |
| 50ª      | 2002-2003 | Massimo Caputi           | Massimo Caputi           | Massimo Caputi       | Massimo Caputi       |              |
| 51ª      | 2003-2004 | Franco Lauro             | Franco Lauro             | Gian Piero Galeazzi  | Gian Piero Galeazzi  |              |
| 52ª      | 2004-2005 | Marco Mazzocchi          | Marco Mazzocchi          | Marco Mazzocchi      | Marco Mazzocchi      |              |
| 53ª      | 2005-2006 | Marco Mazzocchi          | Marco Mazzocchi          | Paola Ferrari        | Giorgio Tosatti      |              |
| 54ª      | 2006-2007 | Iacopo Volpi             | Iacopo Volpi             | Iacopo Volpi         | Iacopo Volpi         |              |
| 55ª      | 2007-2008 | Massimo De Luca          | Massimo De Luca          | Paola Ferrari        | Paola Ferrari        |              |
| 56ª      | 2008-2009 | Massimo De Luca          | Massimo De Luca          | Massimo De Luca      | Massimo De Luca      |              |
| 57ª      | 2009-2010 | Massimo De Luca          | Massimo De Luca          | Massimo De Luca      | Massimo De Luca      |              |
| 58ª      | 2010-2011 | Marco Civoli             | Marco Civoli             | Paola Ferrari        | Paola Ferrari        |              |
| 59ª      | 2011-2012 | Paola Ferrari            | Paola Ferrari            | Paola Ferrari        | Paola Ferrari        |              |
| 60ª      | 2012-2013 | Paola Ferrari            | Paola Ferrari            | Paola Ferrari        | Paola Ferrari        |              |
| 61ª      | 2013-2014 | Paola Ferrari            | Paola Ferrari            | Paola Ferrari        | Paola Ferrari        |              |
| 62ª      | 2014-2015 | Sabrina Gandolfi         | Sabrina Gandolfi         | Sabrina Gandolfi     | Sabrina Gandolfi     |              |
| 63ª      | 2015-2016 | Alessandro Antinelli     | Alessandro Antinelli     | Giusy Versace        | Giusy Versace        |              |
| 64ª      | 2016-2017 | Alessandro Antinelli     | Alessandro Antinelli     | Giorgia Cardinaletti | Giorgia Cardinaletti |              |
| 65ª      | 2017-2018 | Riccardo Cucchi          | Riccardo Cucchi          | Giorgia Cardinaletti | Giorgia Cardinaletti |              |
| 66ª      | 2018-2019 | Giorgia Cardinaletti     | Marco Lollobrigida       | Andrea Fusco         | Luca di Bella        |              |
| 67ª      | 2019-2020 | Iacopo Volpi             | Paola Ferrari            | Tommaso Mecarozzi    | Cristina Caruso      |              |
| 68ª      | 2020-2021 | Iacopo Volpi             | Iacopo Volpi             | Tommaso Mecarozzi    | Cristina Caruso      |              |
| 69ª      | 2021-2022 | Iacopo Volpi             | Iacopo Volpi             | Tommaso Mecarozzi    | Cristina Caruso      |              |
| 70ª      | 2022-2023 | Alberto Rimedio          | Alberto Rimedio          | Alberto Rimedio      | Alberto Rimedio      |              |
| 71ª      | 2023-2024 | Simona Rolandi           | Simona Rolandi           | Monica Matano        | Monica Matano        |              |
| 72ª      | 2024-2025 | Simona Rolandi           | Simona Rolandi           | Fabrizio Tumbarello  | Fabrizio Tumbarello  |              |

## Puntate speciali
In occasione dei festeggiamenti per i 40 anni dalla prima puntata della messa in onda della trasmissione (la puntata celebrativa, la numero 2000 della storia, andò in onda il 24 gennaio 1993), fu trasmesso un servizio in cui si ripercorsero i principali eventi sportivi che hanno caratterizzato lo sport italiano (a cominciare da un giovane Enzo Tortora che diede inizio a La Domenica Sportiva dando il "calcio d'inizio" dallo stadio San Siro di Milano): fu la prima conduzione della storia, nel 1965. Il filmato proseguì ripercorrendo le imprese ciclistiche di Fausto Coppi e Gino Bartali, le Olimpiadi di Roma 1960, le imprese della boxe con Nino Benvenuti, gli anni settanta caratterizzati dal duello del tennis tutto italiano tra Adriano Panatta e Nicola Pietrangeli, la Ferrari, fino ad arrivare alla conquista del terzo titolo mondiale della Nazionale italiana nel campionato mondiale di calcio di Spagna 1982, le imprese in Coppa America della nave Azzurra e le conquiste internazionali delle squadre di club (nelle coppe europee calcistiche).
In rassegna, di tratto in tratto passano anche spezzoni con tutti i presentatori storici della trasmissione (di cui l'ultima scena vede Gianni Minà, costretto a dover intervenire a placare gli animi di Aldo Agroppi nei confronti dell'allora presidente della FIGC Antonio Matarrese, criticato in quell'occasione dallo stesso opinionista per non aver rinnovato il contratto al commissario tecnico della nazionale Azeglio Vicini dopo la buona prestazione fornita dagli azzurri ai campionati mondiali di calcio di Italia '90).
Il servizio termina con le immagini delle prime telecamere utilizzate nei primi anni della tv, conservate presso il Museo della Radio e della Televisione Italiana di Torino e con uno dei volti che hanno fatto la storia della trasmissione come Tito Stagno, che successivamente darà la linea ad un'edizione flash di 5 minuti del Tg1 che sino al 1994 andava in onda nel mezzo di ogni puntata.
Nel 2003, per i 50 anni (si arrivò alle oltre 2500 puntate), la grande festa viene condotta da Paola Ferrari, Franco Lauro e da Marco Mazzocchi: tra i vari ospiti, spicca il ritorno del moviolista Carlo Sassi in video e, dopo più di 10 anni, in collegamento dalla sua casa a Napoli, quello di Alfredo Pigna.
Per festeggiare i 70 anni de La Domenica Sportiva è stato realizzato da Rai Teche ad ottobre del 2023 uno speciale disponibile su RaiPlay dal titolo "La Domenica Sportiva: 70 anni in 70 minuti": un racconto antologico dei passaggi più significativi del programma che ripropone alcuni episodi passati alla storia e alcune immagini probabilmente mai più riviste da allora.

## Gli inviati storici negli stadi d'Italia
- Salvatore Biazzo, inviato dal Partenio
- Giorgio Bubba, inviato dal Luigi Ferraris di Genova
- Maurizio Calligaris, inviato dal Friuli
- Tonino Carino, inviato dal Del Duca di Ascoli
- Pier Paolo Cattozzi, inviato dal Tardini e dal Giglio
- Claudio Cojutti, inviato dal Friuli
- Franco Costa, inviato dal Comunale di Torino
- Gian Piero Galeazzi, inviato dall'Olimpico e affiancava gli altri colleghi per le partite di cartello
- Marcello Giannini, inviato dall'Artemio Franchi
- Amedeo Goria, inviato da San Siro e dall'Arena Garibaldi di Pisa
- Italo Kuhne, inviato dal San Paolo
- Fabrizio Maffei, inviato dall'Olimpico
- Carlo Nesti, inviato dal Comunale di Torino
- Piero Oneto, inviato dal Luigi Ferraris di Genova (al posto di Bubba)
- Maurizio Romano, inviato dal Partenio e dal San Paolo
- Mario Santarelli, inviato dall'Adriatico di Pescara
- Roberto Scardova, inviato dal Manuzzi di Cesena e dal Dall'Ara
- Franco Strippoli, inviato dalla Puglia
- Sergio Tazzer, inviato dal Bentegodi di Verona
- Gianni Vasino, inviato da San Siro e dall'Atleti Azzurri d'Italia
- Beppe Viola, inviato da San Siro e qualche volta dal Comunale di Torino
- Franco Zuccalà, inviato da San Siro

## Per gli altri sport
- Enzo Casagrande (Formula 1 e sport americani)
- Gustavo Delgado (judo, sollevamento pesi, lotta greco-romana e lotta libera)
- Adriano De Zan (ciclismo)
- Marco Franzelli (atletica leggera in sostituzione del collega Paolo Rosi e Formula 1)
- Gian Piero Galeazzi (tennis)
- Aldo Giordani (pallacanestro)
- Alberto Giubilo (golf, pallanuoto, ippica e sport americani)
- Claudio Icardi (ippica)
- Domenico Marcozzi (rugby, seguiva le squadre del centro-sud)
- Mirko Petternella (rugby)
- Sandro Petrucci (nuoto)
- Alfredo Pigna (sci e ciclismo)
- Paolo Rosi (atletica leggera, pugilato e rugby)
- Roberto Taglialegna (rugby, seguiva le squadre venete)

## La Domenica Sportiva Estate
La Domenica Sportiva Estate è lo spin-off estivo de La Domenica Sportiva, in onda dal 1965.

## Sigle
- 1965-1973 - Dribbling (Piero Umiliani)
- 1973-1976 - Winning The West (Buddy Rich and his Big Band)
- 1976-1977 - Darkness (Zacar Orchestra)
- 1977-1979 - Disco Bass (D. D. Sound)
- 1979-1981 - Underwater (Harry Thumann)
- 1981-1982 - Boxes (La Bionda)
- 1982-1983 - Una domenica sportiva (Van Wood Quartet)
- 1983-1984 - Linea bianca (Enzo Jannacci)
- 1984-1985 - È goal (Edoardo Bennato)
- 1985-1986 - Mexico (Roberto Gatto e Danilo Rea)
- 1986-1987 - Maybe One Day (The Creatures)
- 1987-1990 - Sporting games (Lanfranco Perini)
- 1990 - Un'estate italiana (Edoardo Bennato e Gianna Nannini), solo per l'edizione dedicata ai mondiali di calcio di Italia '90
- 1990-1991 - Rhyhtm and Sounds (Klaus Weiss)
- 1991-1992 - Breakout (Spyro Gyra)
- 1992-1994 - Voice of victory (Lanfranco Perini)
- 1994-1997 - Champions
- 1997-2000 - Winning
- 2000-2001 - Mix delle sigle storiche (a cura di Silvano Isola)
- 2001-2002 - Sport Expert
- 2002-2003 - Right Here, Right Now (Fatboy Slim)
- 2003-2004 - Sport Expert
- 2004-2006 - Dribbling (Piero Umiliani)
- 2006-2012 - Sport Action
- 2012-2014 - Sport Is Rock (D.A.D.)
- 2014-2015 - Dancefloor (Red Light Road)
- 2015-2017 - Baba O'Riley (The Who)
- 2017-2019 - Roadkill (EDX)
- 2019-2022 - Driblando (Bengi)[17]
- 2022-2023 - Sigla ident di Rai Sport
- 2023-2024 - Disco Bass (D. D. Sound)
- 2024-2025 - Come To Life (Matt Nasir)

## Premi
Il programma ha vinto il Gran Premio Internazionale dello Spettacolo per quattro anni consecutivi (1986-89).